# Gua Musang
Huyện Gua Musang là một huyện thuộc bang Kelantan của Malaysia. Huyện Gua Musang có dân số thời điểm năm 2010 ước tính khoảng 85677 người.